# 小行星2921
小行星2921（2921 Sophocles）是一颗围绕太阳公转的小行星。1960年9月24日，C. J. 万·豪敦、I. 万·豪敦-格勒内费尔德、T. 赫雷爾斯在帕洛马山发现了此天体。
該小行星以古希臘劇作家索福克里斯命名。
这颗小行星的绝对星等为193.90550等。